# NGC 27
NGC 27 är en spiralgalax i stjärnbilden Andromeda. NGC 27 ligger nära den vackra spiralgalaxen NGC 95.